# هینی
هینی یک منطقهٔ مسکونی در الجزایر است که در ناحیه ثنیه واقع شده‌است. هینی ۲٫۲ کیلومتر مربع مساحت دارد ۳۵۰ متر بالاتر از سطح دریا واقع شده‌است.